# Провиденсия (Нариньо)
Провиденсия (исп. Providencia) — город и муниципалитет на юго-западе Колумбии, на территории департамента Нариньо. Входит в состав провинции Лос-Абадес.

## История
Поселение, из которого позднее вырос город, было основано в 1750 году. Муниципалитет Провиденсия был выделен в отдельную административную единицу в 1992 году.

## Географическое положение

Муниципалитет Провиденсия

Город расположен в центральной части департамента, в горной местности Центральной Кордильеры, на расстоянии приблизительно 33 километров к западу от города Пасто, административного центра департамента. Абсолютная высота — 2312 метров над уровнем моря.
Муниципалитет Провиденсия граничит на севере и востоке с территорией муниципалитета Саманьего, на юго-востоке — с муниципалитетом Гуайтарилья, на юге и западе — с муниципалитетом Тукеррес, на северо-западе — с муниципалитетом Сантакрус. Площадь муниципалитета составляет 44,03 км².

## Население
По данным Национального административного департамента статистики Колумбии, совокупная численность населения города и муниципалитета в 2015 году составляла 13 256 человек.
Динамика численности населения муниципалитета по годам:
| 2005   | 2006   | 2007   | 2008   | 2009   | 2010   | 2011   | 2012   | 2013   | 2014   | 2015   |
| ------ | ------ | ------ | ------ | ------ | ------ | ------ | ------ | ------ | ------ | ------ |
| 11 699 | 11 853 | 12 009 | 12 175 | 12 333 | 12 488 | 12 644 | 12 796 | 12 955 | 13 110 | 13 256 |

Согласно данным переписи 2005 года мужчины составляли 49,3 % от населения Провиденсии, женщины — соответственно 50,7 %. В расовом отношении белые и метисы составляли 88 % от населения города; негры, мулаты и райсальцы — 12 %.
Уровень грамотности среди всего населения составлял 76,4 %.

## Экономика
Основу экономики Провиденсии составляет сельское хозяйство.
62,2 % от общего числа городских и муниципальных предприятий составляют предприятия торговой сферы, 35,6 % — предприятия сферы обслуживания, 2,2 % — промышленные предприятия.